# Crimolois
Crimolois  ist eine Ortschaft und eine ehemalige französische Gemeinde mit 994 Einwohnern (Stand 1. Januar 2022) im Département Côte-d’Or in der Region Bourgogne-Franche-Comté. Sie gehört zum Arrondissement Dijon und zum Kanton Chevigny-Saint-Sauveur (bis 2015: Kanton Chenôve). Die Einwohner werden Graivôlons oder Graivôlonnes genannt.
Mit Wirkung vom 28. Februar 2019 wurden die ehemaligen Gemeinden Neuilly-lès-Dijon und Crimolois zur Commune nouvelle Neuilly-Crimolois zusammengelegt und haben in der neuen Gemeinde den Status einer Commune déléguée. Der Verwaltungssitz befindet sich im Ort Neuilly-lès-Dijon.

## Geographie
Die nächste große Stadt Dijon liegt Luftlinie sechs Kilometer westlich. Umgeben wird Crimolois von der Gemeinde Chevigny-Saint-Sauveur  im Norden, von Magny-sur-Tille im Osten, von Bretenière im Süden und von Neuilly-lès-Dijon im Westen. 

## Bevölkerungsentwicklung
| 1962 | 1968 | 1975 | 1982 | 1990 | 1999 | 2006 | 2007 | 2012 |
| ---- | ---- | ---- | ---- | ---- | ---- | ---- | ---- | ---- |
| 260  | 279  | 341  | 388  | 505  | 523  | 577  | 584  | 751  |